# Eubelum icarense
Eubelum icarense är en kräftdjursart som beskrevs av Franco Ferrara och Helmut Schmalfuss 1985. Eubelum icarense ingår i släktet Eubelum och familjen Eubelidae. Inga underarter finns listade i Catalogue of Life.